# Sanditon
Sanditon es una novela inacabada de 1817 de la escritora inglesa Jane Austen. Austen se sentía mal a principios de 1816, pero ignoró las señales de alarma. A mediados de ese año, su declive era innegable y comenzó un deterioro lento e irregular. En enero de 1817 comenzó a trabajar en una nueva novela que llamó The Brothers, posteriormente titulada Sanditon, y completó doce capítulos antes de dejar de trabajar a mediados de marzo de 1817, debido a una enfermedad indeterminada.  Austen murió en Winchester el 18 de julio de 1817 a la edad de 41 años.

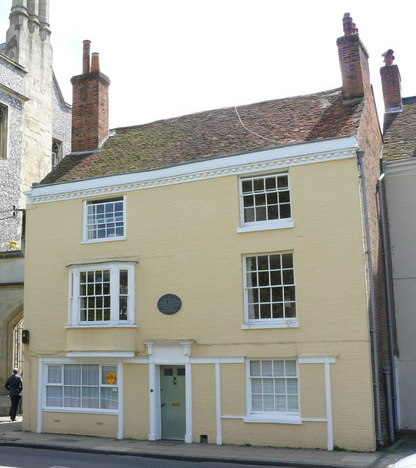
College Street 8 en Winchester donde Austen vivió sus últimos días y donde murió

El manuscrito de Sanditon fue heredado por la hermana mayor de Austen, Cassandra,  quien lo leyó y lo comentó con otros miembros de la familia. Cuando Cassandra falleció en 1845, el manuscrito fue heredado por su sobrina Anna Lefroy (hija de su hermano mayor, James Austen), quien intentó sin éxito completar la novela. Posteriormente, pasó de generación en generación en la familia Lefroy hasta 1930, cuando fue donado al King's College de Cambridge, donde el sobrino de Anna, Augustus Austen-Leigh, había sido rector de 1889 a 1905. Otra copia del manuscrito, hecha por Cassandra Austen, fue heredada por su hermano Francis y transmitida a su familia. Actualmente se encuentra en el Museo de Jane Austen en Chawton, Hampshire.
Sanditon se hizo pública por primera vez en 1871 con la segunda edición de A Memoir of Jane Austen and Other Family Recollections (Memorias de Jane Austen y otros recuerdos familiares), la primera biografía de Austen escrita por su sobrino, James Edward Austen-Leigh. Incluía un resumen de la obra y algunas citas.
R. W. Chapman publicó por primera vez una transcripción del manuscrito original en 1925 bajo el nombre de Fragmento de una novela escrita por Jane Austen, enero-marzo de 1817. 

## Trama
La novela se centra en Charlotte Heywood, la mayor de las hijas que aún viven en casa en la numerosa familia de un caballero rural de Willingden, Sussex. La narración comienza cuando el carruaje del señor y la señora Parker de Sanditon vuelca en una colina cerca de la casa de los Heywood. Como el Sr. Parker resulta herido en el accidente y el carruaje necesita reparaciones, los Parker se quedan con la familia Heywood durante quince días. Durante este tiempo, el señor Parker habla con cariño de Sanditon, una ciudad que hasta unos años antes había sido un pequeño y modesto pueblo de pescadores. Con su socia comercial, Lady Denham, el Sr. Parker espera convertir Sanditon en un balneario de moda. El enorme entusiasmo del Sr. Parker por sus planes de mejorar y modernizar Sanditon ha dado como resultado la instalación de máquinas de baño y la construcción de una nueva casa para él y su familia cerca de la costa. Después de reparar el carruaje y de que sanara el pie del señor Parker, los Parker regresan a Sanditon y llevan consigo a Charlotte como invitada de verano.
Al llegar a Sanditon, Charlotte conoce a los habitantes de la ciudad. Entre ellos destaca Lady Denham, una mujer que enviudó dos veces y que recibió una fortuna de su primer marido y un título del segundo. Con Lady Denham vive su sobrina Clara Brereton, una joven dulce y hermosa, aunque empobrecida. También viven en Sanditon Sir Edward Denham y su hermana Esther, sobrino y sobrina de Lady Denham con su segundo marido. Los hermanos son pobres y se cree que buscan la fortuna de Lady Denham; Sir Edward es descrito como un hombre tonto y muy florido, aunque guapo.
Después de instalarse con los Parker y conocer a varios vecinos, Charlotte y el Sr. y la Sra. Parker son sorprendidos por la visita de sus dos hermanas y su hermano menor, quienes se declaran inválidos. Sin embargo, dado su nivel de actividad y aparente fuerza, Charlotte rápidamente supone que sus quejas son inventadas. Diana Parker llegó con la misión de conseguir una casa para una familia adinerada de las Indias Occidentales, aunque no se le ha pedido específicamente que ayude. También trae noticias de un segundo gran grupo, una escuela de niñas, que tiene la intención de pasar el verano en Sanditon. Esta noticia causa revuelo en la pequeña localidad, especialmente en el señor Parker, cuyo mayor deseo es fomentar el turismo allí.
Con la llegada de la Sra. Griffiths a Sanditon, pronto se hace evidente que la familia de las Indias Occidentales y el grupo escolar de niñas son la misma persona. Los visitantes son la Srta. Lambe, una adolescente heredera de ascendencia antigua-inglesa, y las dos Srta.s Beaufort, dos chicas inglesas recién llegadas de las Indias Occidentales. Poco después, Lady Denham visita a la Sra. Griffiths para presentarle a la Srta. Lambe, la joven enfermiza y muy rica con la que pretende casarse con su sobrino, Sir Edward.
De improviso llega un carruaje que transporta a Sidney Parker, el hermano del medio de los Parker. Se quedará en la ciudad durante unos días con dos amigos que se unirán a él en breve. Sidney Parker tiene unos 27 o 28 años, y Charlotte lo encuentra muy guapo, con un decidido aire de moda.
El fragmento del libro termina cuando la Sra. Parker y Charlotte visitan Sanditon House, la residencia de Lady Denham. Allí, Charlotte ve a Clara Brereton sentada con Sir Edward Denham a su lado teniendo una conversación íntima en el jardín y supone que deben tener un entendimiento secreto. Cuando llegan al interior, Charlotte observa que un gran retrato de Sir Henry Denham cuelga sobre la chimenea, mientras que el primer marido de Lady Denham, propietario de Sanditon House, solo tiene una miniatura en la esquina, obligado, por así decirlo, a sentarse en su propia casa y ver el mejor lugar junto al fuego ocupado constantemente por Sir Henry Denham.

## Personajes
- Sr. y Sra. Heywood – Un próspero granjero y su esposa abren que las puertas de su hogar al Sr. y la Sra. Thomas Parker, cuyo carruaje se había dañado en las cercanías. Se dice que los Heywood habrían sido aún más prósperos si no hubieran tenido catorce hijos. No les interesa viajar, pero no tienen objeción a que sus hijos lo hagan si tienen la oportunidad.
- Charlotte Heywood – La mayor de las hijas Heywood, que aún vive en casa. Una chica simpática y guapa que parece ser la heroína de la novela. Gran parte de la historia se narra desde su perspectiva. La invitan a disfrutar de la costa de Sanditon con el Sr. y la Sra. Parker.
- Sr. Thomas Parker – El mayor de los tres hermanos Parker. De mediana edad; fanático de los beneficios para la salud del aire y el agua del mar. Él y Lady Denham están comprometidos con la promoción de Sanditon como una pequeña Brighton.
- Sra. Thomas Parker (Mary) – Esposa de Thomas y madre de sus cuatro hijos, la pequeña Mary y tres varones.
- Sidney Parker – El segundo hermano Parker, de 27 a 28 años. Guapo, de buena familia, con aires desenfadados y elegantes, y un semblante vivaz. La mayoría de las fuentes afirman que sería el héroe y se casaría con Charlotte; sin embargo, apenas se le menciona antes de que Austen dejara de escribir, y se desconoce qué otros personajes podría haber tenido en mente. Él y sus otros tres hermanos, Arthur, Susan y Diana, vienen a Sanditon de visita.
- Srta. Susan Parker – La mayor de las dos hermanas Parker, solteronas e hipocondríacas.
- Srta. Diana Parker – La menor 34 años de las hermanas Parker, pesada, entrometida, presumida y oficiosa.
- Arthur Parker – El menor de los hermanos Parker. Tiene 21 años. Es un hipocondríaco con sobrepeso. Su "mala salud" es su excusa para comer lo que quiere y holgazanear junto al fuego. Vive con sus hermanas.
- Lady Denham, de soltera Brereton – Enviudó dos veces y tiene 70 años. Vive en Sanditon Hall, la casa más grande de la zona y hogar de su primer marido. Nació en una familia adinerada, pero no recibió una buena educación. Heredó más dinero de su primer marido, el Sr. Hollis. Su título provino de su pobre segundo marido, Sir Harry Denham. Muchos familiares, tanto los suyos como los de sus difuntos maridos, desean heredarla.
- Sir Edward Denham – Hereda el título de Sir Harry, pero no el dinero. Es falso y de moral relajada. Le gustaría seducir a Clara Brereton porque es «joven, encantadora y dependiente» y rival por la fortuna de Lady Denham.
- Srta. Esther Denham – La hermana de Sir Edward.
- Srta. Clara Brereton – La prima lejana de Lady Denham, que vive con ella desde hace aproximadamente un año, es una joven encantadora e interesante... Alta, de aspecto atractivo, con una tez delicada y suaves ojos azules, y un porte dulcemente modesto y, a la vez, naturalmente elegante.
- Sra. Whitby – Dirige la biblioteca/tienda general en Sanditon.
- Srta. Whitby – Ayuda en el negocio de su madre.
- Joven  Whitby – Ayuda en el negocio de su madre.
- Sr. y Sra. Hillier – Se mencionan como personas que ahora viven en la anterior casa familiar de Parker desde que el Sr. Thomas Parker construyó una nueva casa moderna llamada "Trafalgar".
- Sra. Griffiths – Parece ser un acompañante profesional a quien se le paga para cuidar a las chicas y presentarlas.
- Srta. Beaufort – Una de las pupilas de la Sra. Griffiths, que toca el arpa. Interesada en la moda, busca un marido rico.
- Srta. Letitia Beaufort – Hermana menor de la Srta. Beaufort. Dibuja. También le interesa la moda y busca un marido rico.
- Srta. Lambe –  Una de las personas a cargo de la Sra. Griffiths. Una heredera "medio mulata" de 17 años, procedente de las Indias Occidentales, con mala salud. Lady Denham está interesada en ella como posible esposa para su sobrino empobrecido, Sir Edward.

## Análisis y antecedentes

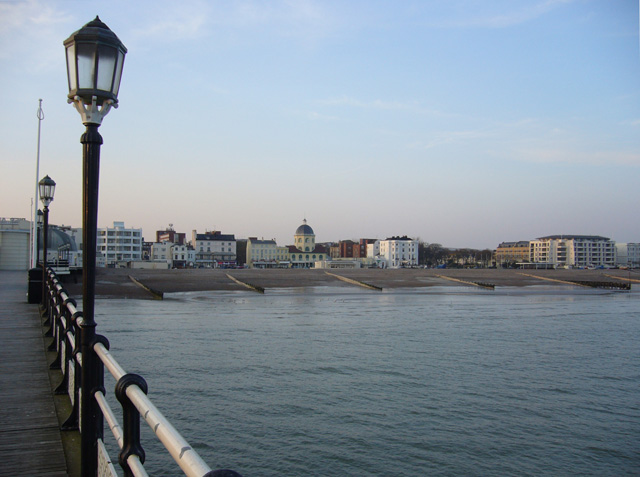
Paseo marítimo de Worthing desde el muelle.

Los habitantes del "Sanditon moderno", como lo llama Austen, se han mudado de la "vieja casa, la casa de [sus] antepasados" y están ocupados construyendo un nuevo mundo con las características una moderna ciudad comercial costera. Es casi seguro que la ciudad de Sanditon está basada en Worthing, donde Jane Austen se alojó a fines de 1805 cuando recién se estaba desarrollando el complejo turístico. Hay pruebas convincentes de que el personaje del Sr. Thomas Parker se inspiró en Edward Ogle, el primer empresario de Worthing, a quien Jane Austen y su hermana Cassandra conocieron.  Sin embargo, Sanditon es menos una realidad actual que un ideal de sus habitantes, algo que ellos expresan en sus descripciones. Estos habitantes tienen una concepción de la identidad de la ciudad y del modo en que esta identidad debe difundirse y ser valorada por el mundo:

Mi nombre quizás... puede ser desconocido a esta distancia de la costa, pero Sanditon en sí, todo el mundo ha oído hablar de Sanditon, el favorito, un lugar de baño joven y en ascenso, ciertamente el lugar favorito de todos los que se pueden encontrar a lo largo de la costa de Sussex; el más favorecido por la naturaleza y que promete ser el más elegido por el hombre.
Jane Austen

## Continuaciones y adaptaciones
Debido a que Austen no terminó Sanditon, se ha convertido en una de las obras favoritas para los "continuadores": escritores posteriores que intentan completar la novela dentro de la visión de Austen y al mismo tiempo emulan su estilo. Estas versiones "completadas" de Sanditon incluyen:
- Sanditon, de Jane Austen y "otra dama", ISBN 0-684-84342-0; también publicado como Sanditon, por Jane Austen y Marie Dobbs, ISBN 3-423-12666-3 y Sanditon, de Jane Austen y Anne Telscombe, ISBN 0-395-20284-1 [19]
- A Completion of Sanditon, por Juliette Shapiro, ISBN 1-58939-503-4 (no incluye el texto de Austen)
- A Return to Sanditon: a completion of Jane Austen's fragment, por Anne Toledo, ISBN 978-1-4580-7426-3 (incluye el texto de Austen)
- Sanditon, de Jane Austen y completado por D. J. Eden, ISBN 0-7541-1610-7
- Jane Austen's Sanditon: A continuation, por Anna Austen Lefroy (sobrina de Austen), ISBN 0-942506-04-9 [20] (también sin terminar)
- Jane Austen Out of the Blue, de Donald Measham, ISBN 978-1-84728-648-2
- Jane Austen's Charlotte, de Jane Austen, completada por Julia Barrett, ISBN 0-87131-908-X
- A Cure for All Diseases (título en Canadá y Estados Unidos: The Price of Butcher's Meat) de Reginald Hill , ISBN 978-0-06-145193-5, una novela de la serie Dalziel y Pascoe, es reconocida por el autor como una "finalización" de Sanditon . En la obra de Hill, el pueblo cambia de nombre a Sandytown y se encuentra en la costa de Yorkshire.
- Welcome to Sanditon, una adaptación modernizada de una miniserie web ambientada en California, producida por los creadores de The Lizzie Bennet Diaries y estrenada el 13 de mayo de 2013. Sin continuar la historia, la adaptación utiliza un deus ex machina para terminar donde Austen la dejó, reemplazando a Charlotte con la hermana de [Fitz]William Darcy, Georgiana (Gigi) de Orgullo y prejuicio. Cerca del final, William hace una aparición, sacando a Gigi de su papel de Charlotte.[21]
- Sanditon, una serie de televisión adaptada por Andrew Davies y estrenada en ITV el 25 de agosto de 2019 y PBS el 12 de enero de 2020. Una segunda serie, encargada por PBS y BritBox, se emitió en PBS el 20 de marzo de 2022 y se estrenó en ITV el 22 de julio de 2022 después de transmitirse previamente en Britbox; una tercera serie se filmó consecutivamente para su posterior transmisión y apareció en ITVX durante 2023.[22]